# Empire de Galilée
Pour les articles homonymes, voir Galilée.
L’Empire de Galilée est le nom donné, avant la Révolution, à la corporation des clercs des procureurs de la chambre des comptes.

## Histoire
Cette corporation devait son nom à ce qu'elle se réunissait dans une salle qui prenait jour sur la rue de Galilée et à ce que son chef avait le titre d'empereur. Elle remontait au moins au XIVe siècle. 
Elle avait pour but de donner aux clercs la faculté de s'instruire dans des conférences ou à l'aide d'une bibliothèque et de faire juger leurs différends par un bureau composé  de quinze membres : un empereur, un chancelier, deux  maîtres des requêtes, etc. Le titre d'empereur fut supprimé sous le  règne de Henri III ; le chancelier devint dès lors le premier officier de la corporation. Un édit de janvier 1705 régla l'organisation de l'empire.